# Laurentius Borlangius
Laurentius Borlangius, död efter 1624, var en svensk motreformator.
Borlangius tidiga levnad är okänd, av namnet att döma stammade han troligen från Borlänge. Han hade bland annat studerat i Rom och det latin han använd visade på stor bildning. 1600 befann sig Laurentius Borlangius i Rom där han sammanträffade med Petrus Petrosa. Senare befann han sig i Polen där han lyckades utverka ett italienskt pass genom förmedling av Jonas Axberg och sammanträffade med jesuitgeneralen Claudio Aquaviva. Sannolikt tillhörde Borlangius själv jesuitorden. 1604 lämnade Rom och reste till Rostock, där hans uppgift var att infiltrera universitetet och försöka driva det i katolsk riktning. Han disputerade men lyckades dock få mycket få lärjungar. Då Petrus Petrosa hösten 1604 befann sig på resa till det kejserliga hovet, beslöt Borlangius att träffa honom och de båda slog följe på väg till Wien. Med sig hade Borlangius två studenter, Andreas Laurentii och Jakob Westhius vilka han lyckat förmå att övergå till katolicismen och vilka i Olmütz lät skriva in sig vid jesuitkonventet där. I Krakow skiljdes de båda vännerna åt och Borlangius tog vägen över Danzig, därifrån till Frankfurt am Main och slutligen till Greifswald. Efter att ha gömt dokument som skulle kunna vara komprometterande begavs sig Laurentius Borlangius sjövägen till Kalmar, varifrån han vandrade till Linköping, under det att han längs vägen höll predikningar på temat Gud nåde vårt fattige fädernesland, var det skall gå an, som där ute stämplas, att thet skall så ynkeligen bliva anfäktat med främmande krigshär. I Linköping träffade han Petrus Petrosa och tillsammans reste de till Stockholm där de sammanträffade med en annan äventyrare Carolus Nicolai. Här kom det dock att arresteras och sändas till Uppsala, där de torterades och Petrus Petrosa dömdes till döden. Laurentius Borlangius inspärrades först på Gripsholms slott och senare på Nyköpings slott. Han gjorde flera försök att bli frigiven, och menade sig kunna få Carl Carlsson Gyllenhielm frigiven. Efter Karl IX:s död blev det lättar för honom att vinna gehör, och efter ett nådebrev till Axel Oxenstierna där han angav delar av sina bekännelser falska och avgivna under tortyren blev han slutligen släppt, och då begett sig till Tyskland. Han skall därefter åter ha verkat för att locka svenska studenter över till katolicismen, enligt en uppgift av den hemlige jesuiten Nikolaus Campanius skall han ännu varit i livet 1624.